# إشتفان فارغا (لاعب كرة قدم)
إشتفان فارغا (بالمجرية: Varga István)‏ هو لاعب كرة قدم مجري في مركز الوسط، ولد في 1963 في بودابست في المجر. لعب مع كونينكليجك سبورتفرينغنغ فاريغيم ونادي بودابست هونفيد ونادي بودابست.